# 长兴后山墓地
长兴后山墓地，位于中国吉林省东辽县安恕镇长兴村，为一个省级文物保护单位，类型为古墓葬，公布时间为2007年5月31日。该文物保护单位由东辽县文物管理所管理。
长兴后山墓地的历史年代为汉代。